# タマガシラ属
タマガシラ属 (学名：Parascolopsis) は、イトヨリダイ科の下位分類群の1つ。インド太平洋に分布する。

## 分類と名称
1901年にベルギー生まれのイギリスの魚類学者であるジョージ・アルバート・ブーレンジャーによって初めて属として提唱され、その唯一の種はオマーンから得られた Parascolopsis townsendi であった。従来スズキ目に分類されていたが、『Fishes of the World』第5版では、タイ目に分類されている。属名は「para (近く)」と「Scolopsis (ヨコシマタマガシラ属)」の合成語で、ヨコシマタマガシラ属と形態的に似ていることに由来する。

## 下位分類
13種が分類されている。
- Parascolopsis akatamae Miyamoto, McMahan, & Kaneko, 2020[6] アカタマガシラ
- Parascolopsis aspinosa (M. Rao & S. Rao, 1981) (smooth dwarf monocle bream)
- Parascolopsis baranesi B. C. Russell & Golani, 1993 (Baranes's dwarf monocle bream)
- Parascolopsis boesemani (M. Rao & S. Rao, 1981) (redfin dwarf monocle bream)
- Parascolopsis capitinis B. C. Russell, 1996 (Large-head threadfin bream)
- Parascolopsis eriomma (D. S. Jordan & R. E. Richardson, 1909) エンビアカタマガシラ (rosy dwarf monocle bream)
- Parascolopsis inermis (Temminck & Schlegel, 1843) タマガシラ (unarmed dwarf monocle bream)
- Parascolopsis melanophrys B. C. Russell & P. K. Chin, 1996 (dwarf monocle bream)
- Parascolopsis qantasi B. C. Russell & Gloerfelt-Tarp, 1984 (slender dwarf monocle bream)
- Parascolopsis rufomaculata B. C. Russell, 1986 (red-spot dwarf monocle bream)
- Parascolopsis tanyactis B. C. Russell, 1986 (long-rayed dwarf monocle bream)
- Parascolopsis tosensis (Kamohara, 1938) キスジタマガシラ (Tosa dwarf monocle bream)
- Parascolopsis townsendi Boulenger, 1901 (scaly dwarf monocle bream)

## 分布と生息地
インド太平洋に分布する。水深 400 mまでの大陸棚沖の砂泥底に生息する。

## 形態
眼窩下棘は弱いか存在せず、前鰓蓋に4 - 6本の横鱗列がある。臀鰭第二棘は他の棘よりも長く、より頑丈である。尾鰭は二叉する。頭頂部の鱗は目の中央または後鼻孔まで伸びている。眼窩下領域は鱗状または鱗が無く、後端は滑らかか鋸歯状である。鰓蓋は鱗状で、その上縁には小さく平らで囲まれた棘がある。最小種はキスジタマガシラで、標準体長は10 cmであり、最大種はエンビアカタマガシラで、最大全長は35 cm。